# Цифровое бессмертие
Цифровое бессмертие (англ. Digital immortality) — гипотетическая концепция технологии, позволяющей сохранять и передавать личность человека на более долговечных носителях информации, то есть компьютерах, и в будущем предоставлять виртуальной копии возможность общаться с людьми. На основе информации, полученной о человеке при жизни, копия личности должна иметь возможность вести себя, реагировать и мыслить тем же образом, что человек. Такой процесс сходен с резервным копированием.
Значительная часть сторонников трансгуманизма и сингулярианства возлагают большие надежды на то, что смогут достичь цифрового бессмертия к 2045 году в рамках «Инициативы 2045» путём создания одной или множества небиологических функциональных копий своего мозга, тем самым оставив свою «биологическую оболочку».

## Общие сведения
Информация должна описывать поведение и действия человека, соответственно, этому удовлетворяют множество источников: от историй переписок, дневников и фотографий до психологических тестов, аудио- и видеозаписей с участием человека. Реконструкция личности по сохранённой информации является обратной задачей моделирования мозга, требует огромной вычислительной мощности и технологии сильного искусственного интеллекта, что на данный момент недоступно. Поэтому реконструкция личности является гипотетической процедурой отдалённого будущего. Сейчас возможна только фрагментарная запись: вся информация, вроде электронных переписок может быть записана в логи, все телефонные разговоры могут быть записаны, вся информация, которую слышит, видит и говорит человек — может быть записана на носимые устройства аудио- и видеозахвата.
Станислав Лем упомянул об этом в главе VI «Диалогов» (изд. в 1957), описывая перспективы загрузки сознания на «мозговой протез». Были попытки реализовать подобные проекты и вывести их на рынок, в частности Cyber All Project от Microsoft Research и Terasem, значительную часть концепции цифрового бессмертия разработал Microsoft Research.

## Критика
Идея цифрового бессмертия и связанная с ней концепция загрузки сознания содержит множество парадоксов. Так, если возможно создать точную копию сознания, то можно создать и несколько таких копий (как виртуальных, так и материальных), а также, как вариант, сохранить живой оригинал параллельно созданному. С материалистической точки зрения, сознание неотделимо от тела, а интерпретации подобные такой, как «одна и та же личность существует в нескольких местах пространства одновременно», отвергаются как абсурдные, и все копии признаются равнозначными на момент создания, развиваясь дальше каждая по своему пути, примерно, как близнецы. Согласно той же точке зрения перенос сознания невозможен, даже если оригинал уничтожается в ходе считывания, ибо в таком случае погибает материальный носитель сознания — мозг, то есть теоретически возможно только копирование (в любом количестве). Иногда похожая аргументация дополняется идеалистическими утверждениями, что одна и та же личность не может быть субъектом более одного жизненного опыта одновременно, поэтому и не может существовать в двух местах одновременно. Следовательно, нельзя создать даже одной копии сознания (копии с сохранением оригинала).
Некоторые философы считают, что концепция выгрузки и загрузки сознания основана на неверном учении о независимости личности от тела. Согласно точке зрения выраженной, например, Корлиссом Ламонтом, личность представляет собой жизнь, функцию или деятельность тела. Это — действующее тело, живущее тело; точнее, это — тело, действующее и живущее определённым способом, тесно связанным с головным мозгом и с остальной центральной нервной системой. По его мнению, личность может быть абстрагирована от человеческого тела не в большей степени, чем дыхание или пищеварение. То есть личность, таким образом, является качеством тела, а не независимо существующей вещью. Ламонт считает, что личность является таким же неотъемлемым качеством мозга, как красный цвет является неотъемлемым качеством красной розы.
Если рассматривать гипотезу о квантовой природе сознания, то важным аргументом против возможности загрузки сознания является Теорема о запрете клонирования квантовой теории, говорящая о невозможности создания идеальной копии произвольного неизвестного состояния. С другой стороны, если квантовые процессы не очень существенны для человеческого сознания, то достаточно точности копирования квантовой информации состояния мозга, допустимой этой теоремой.
Также гипотеза о возможности "загрузки сознания"  и цифрового бессмертия критикуется со стороны дуалистических теорий сознания, постулирующих существование нематериальной духовной субстанции - души, которую, как считают дуалисты, нельзя смоделировать или перенести на другой носитель.